# Какеи
Какеи (嘉慶) је јапанска ера (ненко) Северног двора током првог раздобља Муромачи периода, познатог још и као Нанбокучо период. Настала је после Шитоку и пре Ко ере. Временски је трајала од августа 1387. до фебруара 1389. године. Владајући монарх у Кјоту био је цар Го Комацу а у Јужном двору у Јошину цар Го Камејама.
У исто време на југу текла је ера Генчу (1384–1393).

## Важнији догађаји Какеи ере
- 1387. (Какеи 1, први месец): Ниџо Јошимото је скинут са позиције сешоа и даиџо даиџина.[4]
- 1387. (Какеи 1, други месец): Коное Канецугу постаје нови сешо.[4]
- 1387-89. (Какеи, од првог до трећег месеца): Раздор у породици (клану) Токи из провинције Мино.[5]
- 1388. (Какеи 2, трећи месец): Сешо Коное Канецугу умире у 29 години. Јошимото као замена поново преузима своју стару титулу.[4]
- 1388. (Какеи 2, шести месец): Јошимото умире у 69 години а његов син Ниџо Мороцугу преузима титули кампакуа.[4]
- 1389. – Јошимицу заводи ред на острву Кјушу и дели њено земљиште. У међувремену се успротивљује Ашикаги Уџимицуу који је Камакурин „канреи“.[5]